# Arotrephes parvipennis
Arotrephes parvipennis là một loài tò vò trong họ Ichneumonidae.